# Benny Harris
„Little“ Benny Harris (* 23. April 1919 in New York City; † 11. Mai 1975 in San Francisco) war ein US-amerikanischer Trompeter des Modern Jazz. Er gilt als wichtige Nebenfigur des Bebop.

## Karriere
Im Jahr 1939 spielte Harris zunächst zusammen mit Tiny Bradshaw, 1941 und 1943 dann im Orchester von Earl Hines. Er war eine feste Größe auf der 52nd Street der frühen 1940er Jahre und beteiligte sich an vielen Jamsessions (z. B. in Minton’s Playhouse), wo er mit Benny Carter, John Kirby, Coleman Hawkins, Don Byas und Thelonious Monk spielte. Von 1944 bis 1945 war Benny Harris Mitglied der Boyd Raeburn Band. Als Komponist von Ornithology, Crazeology, Reets and I (oft von Bud Powell gespielt) und Wahoo, dem das Stück Perdido zugrunde liegt, spielte Harris ab der Mitte der 1940er Jahre nicht mehr viel. Er war in dieser Zeit an Schallplattenaufnahmen von Don Byas, Clyde Hart und Charlie Parker beteiligt. 1949 spielte er kurz mit Dizzy Gillespies Bigband und trat 1952 mit Charlie Parker auf. Danach zog er nach Kalifornien und war nicht mehr als Musiker aktiv.